# Мурадов, Муса Каимович
Муса Каимович Мурадов (род. 1956, г. Фрунзе Киргизская ССР, Грозненский район) — советский и российский журналист, обозреватель ИД «Коммерсантъ», главный редактор газеты «Грозненский рабочий»

## Биография
Муса Мурадов родился в 1956 году в Киргизской ССР. В 1982 году окончил факультет журналистики МГУ им. М. В. Ломоносова. В начале 80-х он начинал работать корреспондентом в газете «Грозненский рабочий». Через некоторое время Мурадов был назначен руководителем партотдела газеты, однако в 1991 году, после прихода к власти Джохара Дудаева, газета прекращает свой выход. В 1995 году у Мурадова появилась возможность для возрождения газеты, он становится её главным редактором. В 1999 году, помещение, в котором располагалась редакция «Грозненского рабочего», было уничтожена в результате бомбардировки (также тогда погиб один из корреспондентов газеты), Мурадов начал издавать еженедельник в соседней Ингушетии. Затем продолжил оставаться главным редактором газеты, издавая её уже в Москве.
С декабря 1999 года Мурадов начал работать в ИД «Коммерсантъ».
В 2001 году Муса Мурадов получил грант на издание своей газеты в Фонде Сороса, после этого в его адрес поступило анонимное послание, в котором указывалось, что он, а также вся мужская часть коллектива газеты решением «Верховного Шариатского Суда» обязаны покаяться в сотрудничестве «с оккупационными властями» и получении «денежных подачек» от «иудея Сороса». В противном случае их ожидала казнь. Приведение приговора в исполнение возлагалась «на амиров и судей района». Мурадов вместе с семьёй переехал Москву.

## Награды
В 2003 получил Международную премию за свободу прессы, вручаемую Комитетом защиты журналистов.

### Публикации
- Публикации в «Коммерсантъ»
- Публикации в журнале «Большой город»